# 索马矿难
索马矿难是发生在土耳其马尼萨省的索马的一个大型煤矿的矿井火灾事故。这是土耳其有史以来最严重的矿难。大火发生於当地时间2014年5月13日，目前已经确认死亡301人，受伤80人。  

## 事故经过及后续
起火原因怀疑是由电气设备引起。由于火灾发生在矿井交接班的时间，矿工的确切数字是未知的。被困工人的人数可能高达800。2014年5月16日03:30（EEST），土耳其能源和自然资源部长伊尔迪兹宣布死亡的人数为284。据说120工人还在里面，救援工作正在进行中。
事故发生后，还引发当地民众对政府的愤怒和不满。土耳其最大工会宣布，15日将继续罢工。14日，土耳其总理埃尔多安抵达事故现场时也遭现场人群的包围和抗议。
土耳其能源和自然资源部长耶尔德兹于当地时间17日宣布，土耳其的马尼萨省索马地区矿难最终遇难人数为301人，同时宣布该煤矿的救援工作结束。
上一次发生在土耳其的最大矿难是1992年3月3日，致263人死亡，起因是矿工所受专业教育不够，不遵守安全规定。
5月18日，土耳其警方拘捕了包括煤矿公司经理在内的与煤矿爆炸事故有关的25人。

## 引用
1. 1 2  . BBC News.   [15 May 2014]. （原始内容存档于2020-11-12）.
2. 1 2 3  陈铭. . 新华社. 2014-05-18  [2014-05-17]. （原始内容存档于2020-01-29）.
3. 1 2  . BBC News.   [14 May 2014]. （原始内容存档于2020-11-12）.
4. ↑  . haber7. 16 May 2014  [16 May 2014]. （原始内容存档于2014-05-16）.
5. 1 2  . 人民网-国际频道. 2014-05-15  [2014-05-15]. （原始内容存档于2016-04-12）.
6. ↑  . 东方IC. 2014-05-15  [2014-05-15]. （原始内容存档于2019-04-13）.
7. ↑  . BBC中文网. 2014年5月18日. （原始内容存档于2014年5月20日）.